# Andrew-Lee Potts
Andrew Lee Potts (Bradford, Inglaterra, 29 de octubre de 1979) es un actor, director y productor inglés. Su participación más antigua conocida como actor es en Children's Ward (1989) como Scott. Es mayormente conocido por sus participaciones en The Witcher (2023) como Remiz, en The Crown (2019) como Michael Collins, en Primeval (2007) como Conner Temple y Band of Brother (2001) como Eugene E. Jackson.

## Biografía
Su hermana mayor es la actriz Sarah-Jane Potts. Comenzó una relación amorosa con la cantante Hannah Spearritt en 2006, se comprometieron, pero terminaron la relación en 2013. El 20 de agosto de 2014 se casó con la cantante de pop Mariama Goodman con la que tuvo a su hijo Grayson, separándose después e 8 años de relación. En 2022 se confirmo una relación con la actriz Katie Sheridan.

## Carrera
Potts es conocido por su papel del extravagante estudiante Connor Temple en ITV 's, de la serie de ciencia ficción Primeval, protagonizada junto a Hannah Spearritt. Para la segunda temporada de la serie, Potts escribió y dirigió A través de la Anomalía, un documental que se incluye en el DVD de la serie.
Actualmente es uno de los actores más conocidos de la televisión británica y ha participado en numerosas series y películas para la pequeña pantalla como una versión renovada de "Alicia", en la que encarnó al Sombrerero, de terror "Regreso a la casa de la colina encantada", en la que también colaboró con el músico Marilyn Manson para la banda sonora. 
Frecuentemente escribe, dirige, produce y actúa en películas cortas con Keychain Productions, una compañía que él ha co-fundado. 

## Filmografía

### Cine
| Año  | Serie       | Papel                       | Personaje | Notas                  |
| ---- | ----------- | --------------------------- | --------- | ---------------------- |
| 2003 | The Poet    | Actor                       | Rick      | "El Poeta" en español. |
| 2024 | Firecracker | Productor, Director y Actor | Jack      | Película inglesa.      |
| 2024 | Bogieville  | Actor                       | John      | Como actor.            |

### Televisión
| Año  | Serie                | Papel | Personaje         | Notas                                 |
| ---- | -------------------- | ----- | ----------------- | ------------------------------------- |
| 2001 | Band of Brothers     | Actor | Eugene E. Jackson | Episodio "The Last Patrol".           |
| 2003 | Foyle's War          | Actor | Dan Parker        | Episodio "The Funk Hole".             |
| 2006 | Taggart              | Actor | Samuel Buckland   | Episodio "Law".                       |
| 2007 | Primeval             | Actor | Conner Temple     | 5 temporadas de 2007 a 2011.          |
| 2014 | The Mill             | Actor | William Greg      | 6 episodios.                          |
| 2015 | Midsomer Murders     | Actor | Gideon Latimer    | Episodio "Murder by Magic".           |
| 2016 | Stan Lee's Lucky Man | Actor | Tim Larson        | 3 episodios.                          |
| 2019 | The Crown            | Actor | Michael Collins   | Episodio "Moondust".                  |
| 2023 | The Witcher          | Actor | Remiz             | Episodios 7 y 8 de la 3era temporada. |